# 形式主义
形式主義（英語：formalism），指在藝術、文學、與哲學上，著重對形式而非內容表現方式。有形式主義行為的人，被稱為形式主義者。没有無形式的内容，也没有無内容的形式。

## 宗教
宗教的形式主義，代表對儀式、典禮、與遵守規則的重視，更甚於其意義。

## 法律
形式主義是法學流派，著重審訊過程中的公平更甚於最後事实的結果。

## 批判
大致上，「形式主義」在文學藝術的範疇中，代表了著重於作品藝術技巧、美觀程度、用字遣詞的技巧；但並不著眼於作品的社會和歷史背景。

## 文學批評
在當代關於文學理論的討論中，瑞恰慈的批判派與他的追隨者——傳統上稱為新批評主義，有時被標籤為「形式主義者」。在這個情況下，形式主義的意思是古典修辭學的延續。
俄羅斯形式主義是二十世紀的一個學派，以東歐為基地，亦植根於語言學和童話理論化（內容被認為是二手的，因為「故事」是形式，而「公主」就是童話故事公主）。

## 詩歌
在現代詩歌中，「形式主義詩人」可以說是「自由詩人」的相反。這些派別描述，不能完全概括他們之間的區別。詩歌中的形式主義代表著重詩歌中的押韻、聲調、字數句數等，多於詩歌本身的主題、內容或意義。為了清楚分別這種詩和所謂的「古體詩」，有些時候會用「新形式主義」這個字眼。

## 電影
在電影研究中，形式主義是電影拍製的一種習慣，通常在片中會用上大量明顯的電影語言，例如剪片、拍攝鏡頭，攝影機的移動，道具及場景設計等，在片中加入大量人造元素，著重於人工的電影體驗。
形式主義的電影包括：謝爾蓋·愛森斯坦的《波坦金號戰艦》、亞倫·雷奈的《去年在馬倫巴》、亞佛烈德·約瑟夫·希區考克的《敲詐》等。

## 學術方法
著重於使用符號、標記、或一些規則，去令得出來的結果與實驗或其他計算的方法相同的行為，也可以稱為形式主義。這些標記和規則，並不一定有數學上的對應語義。在這些情況之下，計算的方式通常稱為「完全形式化」。

## 数学
在數學基礎中，形式主義與幾種精確的數學方法有關（詳細請見形式系統）。普遍来说，形式主義就是在特定的、侷限的範圍中，納入形式系统的邏輯；所有纳入形式系統中的問題，或在一些「可形式化」的範圍中，都可以形式化地討論。完全形式化，則多數在計算機科學的範疇中找到。
形式主義也是數學哲學中一个特定的流派，着重通过大衛·希爾伯特的理論証明數理邏輯。所以，在數學哲理的範疇中，一個形式主義者，就是指傳自大衛·希爾伯特的數學哲理教條——形式主義流派中的一員。

## 人類學
在經濟人類學，「形式主義」指新古典經濟理論在理論層面上在人類社會的應用。